# Savannens hjältar
Savannens hjältar (Tyska: Konferenz der Tiere, Djurkonferensen) är en tysk animerad familjefilm, regisserad av Reinhard Klooss och Holger Tappe.
Filmen hade biopremiär den 7 oktober 2010 i Tyskland och den 30 september 2011 i Sverige.

## Handling
Surikaten Billy och lejonet Socrates lever ett lugnt liv i Afrikas Okavangodelta. I väntan på den årliga vårfloden spelar den hyperaktiva Billy på sina trummor och Socrates, som är vegetarian, tar hand om sina blommor och roar sig med savannens fjärilar. Men det visar sig vårfloden aldrig kommer. Billy och Socrates ger sig iväg på ett äventyr för att ta reda på vart floden har tagit vägen. Det visar sig att en damm har byggts, och att vattnet istället går till ett lyxhotell för människor och innan de vet ordet av blir Socrates tillfångatagen av hotellpersonalen.
Tillbaka i Okavango sammankallar Billy till "Den stora djurkonferensen". Alla djur, växtätare som köttätare, bestämmer sig för att enas för deras nya hot - människan. Tillsammans försöker savannens djur att riva ner dammen, jaga iväg människorna och frita Socrates.

## Rollista (i urval)
| Figur              | Djurart    | Originalröst           | Svensk röst          |
| Billy              | Surikat    | Ralf Schmitz           | Nassim Al Fakir      |
| Sokrates           | Lejon      | Thomas Fritsch         | Bengt Skogholt       |
| Charles            | Tupp       | Christoph Maria Herbst | Andreas Nilsson      |
| Angie              | Elefant    | Bastian Pastewka       | Babben Larsson       |
| Giselle            | Giraff     | Bianca Krahl           | Josephine Bornebusch |
| Winston            | Sköldpadda | Peter Gröger           | Per Myrberg          |
| Winifred           | Sköldpadda | Margot Rothweiler      | Lill-Babs            |
| Hotellchefen Smith | Människa   | Oliver Kalkofe         | Rico Rönnbäck        |
| Toby               | Känguru    | Tobias Müller          | Anders Öjebo         |
| Bonnie, Billys fru | Surikat    | Nana Spier             | Linda Ulvaeus        |
| Junior             | Surikat    | Dirk Petrick           | Victor Lundblad      |